# Breslaus voetbalkampioenschap
Het Breslaus voetbalkampioenschap (Duits: Breslauer Fußballmeisterschaft) was een van de regionale voetbalcompetities van de Zuidoost-Duitse voetbalbond, dat bestond van 1903 tot 1933.
Van 1903 tot 1905 werd dit georganiseerd door de Breslause voetbalbond, daarna werd dit overgenomen door de Zuidoost-Duitse voetbalbond.
Tot 1921 mocht de kampioen rechtstreeks deelnemen aan de eindronde van Zuidoost-Duitsland. Vanaf 1921 moest de club eerst nog met andere regionale kampioenen deelnemen aan de eindronde van Midden-Silezië. De clubs uit Breslau wonnen deze eindronde elk jaar zodat er nooit een club uit Breslau ontbrak in de Zuidoost-Duitse eindronde. In 1931 en 1933 plaatsten de clubs zich zelfs rechtstreeks.
In 1933 kwam de Nationaalsocialistische Duitse Arbeiderspartij aan de macht in Duitsland en werden alle overkoepelende voetbalbonden met hun competities afgeschaft. De clubs uit Breslau gingen in de Gauliga Schlesien spelen.

## Erelijst
- 1903 FC 1898 Breslau
- 1904 SC Schlesien Breslau
- 1905 SC Schlesien Breslau
- 1906 SC Schlesien Breslau
- 1907 SC Schlesien Breslau
- 1908 VfR 1897 Breslau
- 1909 VfR 1897 Breslau
- 1910 VfR 1897 Breslau
- 1911 SC Germania 1904 Breslau

- 1912 SC Germania 1904 Breslau
- 1913 SC Preußen Breslau
- 1914 Verein Breslauer Sportfreunde
- 1920 Vereinigte Breslauer Sportfreunde
- 1921 SC Schlesien Breslau
- 1922 Vereinigte Breslauer Sportfreunde
- 1923 Vereinigte Breslauer Sportfreunde
- 1924 Vereinigte Breslauer Sportfreunde
- 1925 Breslauer SC 08

- 1926 Breslauer SC 08
- 1927 Breslauer FV 06
- 1928 Breslauer SC 08
- 1929 Breslauer SC 08
- 1930 Breslauer SC 08
- 1931 Breslauer SC 08
- 1932 Breslauer FV 06
- 1933 Breslauer SC 08

## Eeuwige ranglijst

### Kampioenen
| Club                              | Titels |
| --------------------------------- | ------ |
| Breslauer SC 08                   | 7      |
| SC Schlesien Breslau              | 5      |
| Vereinigte Breslauer Sportfreunde | 4      |
| VfR 1897 Breslau                  | 3      |
| Breslauer FV 06                   | 2      |

| Club                          | Titels |
| ----------------------------- | ------ |
| SC Germania 1904 Breslau      | 2      |
| SC Preußen Breslau            | 1      |
| FC 1898 Breslau               | 1      |
| Verein Breslauer Sportfreunde | 1      |

### Seizoenen eerste klasse
| Club                               | /26 | Seizoenen (1903-1914, 1919-1933)           |
| ---------------------------------- | --- | ------------------------------------------ |
| VfB 1898 Breslau                   | 25  | 1903-1904, 1905-1914, 1919-1933            |
| SC Schlesien Breslau               | 22  | 1903-1914, 1919-1923, 1924-1930            |
| VfR 1897 Breslau                   | 21  | 1903-1914, 1919-1923, 1925-1926, 1927-1931 |
| Breslauer SC 08                    | 17  | 1911-1914, 1919-1933                       |
| Breslauer FV 06                    | 15  | 1913-1914, 1919-1933                       |
| SC Germania Breslau                | 15  | 1905-1914, 1920-1924, 1928-1929            |
| Vereinigte Breslauer Sportfreunde  | 14  | 1919-1933                                  |
| SC Hertha Breslau                  | 13  | 1919-1929, 1930-1933                       |
| SC Vorwärts Breslau                | 13  | 1920-1933                                  |
| Breslauer SpVgg Komet 05           | 11  | 1919-1925, 1927-1932                       |
| SC Preußen Breslau                 | 10  | 1905-1914                                  |
| SC Alemannia 09 Breslau            | 9   | 1919-1924, 1926-1929, 1932-1933            |
| ATV Breslau                        | 6   | 1906-1912                                  |
| SC Falke Breslau                   | 5   | 1909-1914                                  |
| VSV Wacker Union 08 Breslau        | 5   | 1922-1923, 1927-1929, 1931-1933            |
| Verein Breslauer Sportfreunde      | 4   | 1905-1906, 1911-1914                       |
| FC Hertha Breslau                  | 3   | 1908-1911                                  |
| SV Corso 05 Breslau                | 2   | 1907-1909                                  |
| SV Breslau 1911                    | 2   | 1920-1922                                  |
| SC Minerva-Rasenfreunde 09 Breslau | 1   | 1927-1928                                  |
| SC Pfeil Breslau                   | 1   | 1912-1913                                  |

1. ↑  VfB 1898 speelde zeven seizoenen als FC 1898 Breslau
2. ↑  SC Schlesien Breslau speelde van 1924 tot 1929 als SC Schlesien-Rapid Breslau
3. ↑  VfR 1897 speelde vijf seizoenen als SV Blitz Breslau
4. ↑  Breslauer FV 06 speelde  als Breslauer FV Stern 06 van 1925 tot 1930
5. ↑  Verein Breslauer Sportfreunde speelde 1 seizoen als SC 1904 Breslau, in 1919 fusioneerde de club met Preußen Breslau tot Vereinigte Breslauer Sportfreunde
6. ↑  FC Hertha Breslau is niet dezelfde club als SC Hertha Breslau dat pas in 1915 opgericht werd. Waarschijnlijk is het een voorloper van SC Hertha dat ontbonden werd en waarop Hertha in 1915 heropgericht werd

1903 · 1904 · 1905 · 1905/06 · 1906/07 · 1907/08 · 1908/09 · 1909/10 · 1910/11 · 1911/12 · 1912/13 · 1913/14 · 1914/15 · 1915/16 · 1916/17 · 1917/18 · 1918/19 · 1919/20 · 1920/21 · 1921/22 · 1922/23 · 1923/24 · 1924/25 · 1925/26 · 1926/27 · 1927/28 · 1928/29 · 1929/30 · 1930/31 · 1931/32 · 1932/33